# Гутянський Степан Корнійович
Степан Корнійович Гутянський (1 серпня 1916, Губарівка — 14 червня 1979, Київ) — український історик, дослідник історії культури України, кандидат історичних наук (з 1962 року), заслужений працівник культури УРСР.

## Біографія
Народився 1 серпня 1916 року в селі Губарівці (нині Богодухівського району Харківської області). У 1938–1945 роках навчався на заочному відділенні історичного факультету Житомирського педагогічного інституту. У 1955–1958 роках навчався в аспірантурі в Інституту історії АН УРСР, а після її закінчення, у 1958–1964 роках, працював молодшим науковим співробітником, а потім, від 1964 року — старшим науковим співробітником відділу історіографії та джерелознавства цього інституту. У 1962 році захистив кандидатську дисертацію на тему: «Культурне будівництво на Україні в роки громадянської війни. 1919—1920 рр.». У 1969–1979 роках — директор Центральної наукової бібліотеки Академії наук Української РСР.
Був нагороджений орденом «Знак Пошани» та багатьма медалями.
Помер у Києві 14 червня 1979 року.

## Праці
Автор понад 60 наукових праць, присвячених розвиткові української культури, проблемам бібліотекознавства, в тому числі колективних праць:
- «Розвиток історичної науки на Україні за роки радянської влади» (Київ, 1973);
- «Історія Української РСР» у 8-ми томах;
- «История Центральной научной библиотеки Академии наук УССР».

Автор монографій:
- «Здійснення ленінських принципів народної освіти на Україні» (Київ, 1960);
- «Ленін і культурне будівництво на Україні 1917—1920» (Київ, 1965);
- «З історії книги на Україні» (Київ, 1978, відповідальний редактор).

Автор брошур та наукових статей з історії української культури та бібліотечної справи в Україні.